# Arthur Winther
Arthur Murray Winther (* 28. März 1937; † 16. April 2022 in Wellington, Neuseeland) war ein australischer Wasserspringer. 
Arthur Winther belegte bei den Olympischen Sommerspielen 1956 in Melbourne den 17. Platz im Kunstspringen.